# Alte Kalkumer Strasse (Дюссельдорф)
Alte Kalkumer Straße (рус. Старая Калькумская улица, или Альте Калькумер Штрассе) — одна из старых жилых улиц Дюссельдорфа (Северный Рейн-Вестфалия, Германия).

## Общая характеристика
Старая Калькумская улица является самой восточной улицей Кайзерсверта и пограничной между административными района Кайзерсверт и Калькум в Дюссельдорфе. По своей транспортной возможности она делится на три части:
- Северная часть улицы от Калькумер Шлосс-Аллеи до пересечения с Кройцберг-штрассе — велосипедно-пешеходная дорожка с Клинкерный кирпичным покрытием шириной 2 м. Закрыта для автомобильного движения.
- Средняя часть между Кройцберг-штрассе и Цеппенхаймер Вег — асфальтовое полотно шириной 10 метров с двусторонним движением и ограничениями для парковочных мест. Имеются тротуары, но не везде.
- Южная часть от Цеппенхаймер Вег до скоростной улицы Данцигер Штрассе (без соединения с ней) — полевая дорога с щебневым покрытием шириной до 3 м без обочин.

Старая Калькумская улица появилась ещё во времена римской империи (возможно и раньше), поскольку являлась частью старого торгового пути вдоль правого берега Рейна на удалении от возможных его разливов и затопления. Находится на надпойменной песчано-гравийной террасе реки с суглинистыми участками. Была проходима в любое время года, сейчас большей частью покрыта асфальтом. Улица имеет ночное освещение и канализационную систему. Тихая жилая улица.

## Достопримечательности
На улице находятся две исторические достопримечательности, охраняемые законом, связанные с историей христианства в регионе.
- Старинный придорожный крест на пересечении Старой Калькумской улицы с Кройцберг-штрассе.
- Старинный придорожный крест на пересечении Старой Калькумской улицы с Цеппенхаймер Вег.

Оба каменных креста служили в качестве остановочных молитвенных пунктов во время проведения местных крестных ходов в дни великих христианских праздников. В настоящее время такая традиция прекращена.

## Общественный транспорт
По улице проходит междугородний автобусный маршрут № 760, связывающий Дюссельдорф с Ратингеном. На самой улице имеется одна остановка с защитой от осадков (южнее дома № 51) и на противоположной стороне — открытая остановка без защиты. Называется остановка Am Frohnhof (Ам Фронхоф). А остановка собственно Alte Kalkumer Straße (Альте Калькумер Штрассе) находится на улице Цеппенхаймер Штрассе в Калькуме в 50 метрах от пересечения со Старой Калькумской улицей.

## Экологическая проблема
В 2012 году в южной части Старой Калькумской улицы выявлено чрезвычайно опасное загрязнение окружающей природной среды органическими канцерогенными веществами (перфтороктансульфоновая кислота и перфтороктановая кислота), захватившей территорию бывшей зоны отдыха Кайзерсверта (искусственные озёра Флиднер и Ламберт) и распространяющимися от закрытой северной территории Международного аэропорта Дюссельдорфа. Заражены воды озер, растительность вокруг них и почвы вдоль улицы. Об этом говорят установленные стенды-предупреждения с соответствующей информацией. В настоящее время этот район является запретным для купания и отдыха. Загрязнение также коснулось территорий с жилыми зданиями в южной части улицы. Степень загрязнения — до 5000 нг/л.

## Старое кладбище
До 70 годов XX века по нечётной стороне улицы южнее дома № 51 (ныне от остановки автобуса и южнее) располагалось местное кладбище.. Во время строительства главного корпуса больницы имени Флоренс Найтингейл кладбище оказалось перед фасадом здания и его пришлось ликвидировать. В настоящее время это прогулочная зона для посетителей и выздоравливающих больницы, через которое проложена тропа к автобусной остановке "Ам Фронхоф" на Старой Калькумской улице.